# Lilleman
Lilleman, pseudonimo di Daniel Alexander Cvetkovic (Sofielunds församling, 17 marzo 1986), è un rapper svedese di origini serbe.

## Biografia
Tonårstankar det du gör har jag redan gjort, det du säger nu har jag redan sagt (2001), primo album in studio del rapper, ha esordito al 48º posto della Sverigetopplistan, per poi raggiungere un picco di 39; il singolo omonimo si è fermato all'11º posto della hit parade svedese, mentre Vart tog pappa vägen? ha segnato il suo miglior posizionamento nella classifica.
Trasiga skor, tratto dal secondo album in studio Mina tankar (2002), è stato il suo terzo ingresso nella top 30 svedese.

## Discografia

### Album in studio
- 2001 – Tonårstankar det du gör har jag redan gjort, det du säger nu har jag redan sagt
- 2002 – Mina tankar

### Singoli
- 2001 – Tonårstankar det du gör har jag redan gjort, det du säger nu har jag redan sagt
- 2001 – Vart tog pappa vägen?
- 2002 – Trasiga skor
- 2002 – Bara 16 år